# Каменный (Тульская область)
Каменный — посёлок в Венёвском районе Тульской области России.
В рамках административно-территориального устройства входит в Озеренский сельский округ Венёвского района, в рамках организации местного самоуправления включается в Центральное сельское поселение.

## География
Расположен на реке Венёвка, у северных окраин города Венёв.

## Население
| 2002 | 2010 |
| ---- | ---- |
| 262  | ↘178 |

Население — 178 чел. (2010).